# Jan Sofat
Jan Sofat – osada (wijk) w miejscowości Spaanse Water w dystrykcie Bandariba, w kraju autonomicznym Curaçao, należącym do Holandii, w Ameryce Południowej. 20 października 2023 r. liczyła 513 mieszkańców.  